# Pennilabium
Pennilabium é um género botânico pertencente à família das orquídeas (Orchidaceae).